# Barbu A. Știrbey
Barbu Alexandru Știrbey (n. 4 noiembrie 1872, Buftea, România – d. 24 martie 1946, București, România) a fost un om de stat român, președinte al Consiliului de Miniștri, ministru de interne și ad-interim la Finanțe și la Externe, membru de onoare al Academiei Române. El a jucat un rol deosebit în politica țării până în anul 1931, când a fost exilat de Carol al II-lea.

## Biografie
Bunicul său a fost Barbu Știrbei, Domn al Țării Românești între 1849 - 1856. Tatăl său a fost Alexandru Știrbei, om politic, iar mama, Maria Ghika-Comănești. Este descendent și din neamul Brâncovenilor prin bunica Elisaveta. Este fratele Elisei Știrbei și al prințului George A. Știrbey (1883-1917).
Prințul Barbu Știrbey a urmat atât liceul, cât și cursurile Facultății de Științe Juridice din Paris. S-a căsătorit în 1895 la Geneva cu Nadeja Bibescu, verișoara sa de gradul II, cu care a avut patru fiice: Maria (1896-1990), Nadejda (1897-1994), Eliza (1898-1987) și Ecaterina (1902-1946).
Personalitatea lui Barbu Știrbey, om rafinat, cult, manierat, bărbat frumos, cu părul bogat și negru, cu ținută tipic englezească, i-a adus supranumele de „Prințul alb”.. I s-a mai spus și „Rasputin al Balcanilor.
În anul 1913, regele Carol I îl numește pe Barbu Știrbey, administrator al Domeniilor Coroanei Regale. Între prințul moștenitor Ferdinand și Barbu Știrbey s-a legat o puternică prietenie. Devenit rege, Ferdinand îl va lua consilier personal pe Știrbey. Și între regina Maria și Știrbey relațiile au fost deosebit de prietenești - în așa măsură încât în epocă a circulat insistent zvonul că principesa Ileana ar fi fost fiica nelegitimă a celor doi. Principesa Ileana s-a căsătorit cu arhiducele Anton de Austria, iar la nunta lor, fratele Ilenei, Carol (viitorul rege Carol al II-lea), a luat-o deoparte pe Ileana ca să-i mărturisească că adevăratul ei tată este Știrbey.
A înființat lângă parcul palatului său de la Buftea o pepinieră de viță americană, o lăptărie, o moară sistematică, iar în 1902 o fabrică de vată și pansamente. Este primul care a introdus în Vechiul Regat cultura bumbacului și a orezului. Moșiile sale se întindeau pe terenuri vaste: la Buftea avea 225 ha de teren arabil și 225 ha de pădure; în județul Olt, la Știrbey, avea 325 ha teren arabil, 2.500 ha pădure și 45 ha vie; la Plugari, în Iași avea 5.800 ha teren arabil; la Plopii-Slăvești din Teleorman deținea 345 ha teren arabil. De asemenea, era președintele unor consilii de administrație ale unor mari bănci, societăți și uzine: Steaua Română, Uzinele Reșita, Titan-Nădrag-Călan, Astra, Societatea Generală de Asigurări din București, Societatea Franco-Română de Materiale de Drum de Fier și altele. Prin urmare, Știrbey era posesorul uneia dintre cele mai mari și mai diversificate averi din România.
În timpul războiului mondial, Barbu Știrbey a fost alături de familia regală, în refugiul de la Iași. Izbucnirea revoluției în Rusia și înlăturarea țarismului, în martie 1917, au avut un puternic ecou asupra ostașilor ruși de pe frontul din Moldova. Pentru a preveni o eventuală „contaminare” a ostașilor români, în covârșitoarea majoritate țărani, regele Ferdinand a fost sfătuit de Știrbey și Brătianu, de N.Iorga și regina Maria să adreseze ostașilor un mesaj prin care să promită înfăptuirea reformelor. Textul a fost redactat de Barbu Știrbey și a avut o primire entuziastă, contribuind la calmarea spiritelor, dar și la creșterea popularității regelui.
La 4 iunie 1927 a acceptat solicitarea lui Ferdinand de a forma un guvern de „uniune națională”, în care intrau reprezentanții celor două mari partide aflate într-o acerbă dispută politică P.N.L și P.N.Ț. Guvernul Știrbey s-a menținut numai două săptămâni, după care frâiele puterii au fost preluate de Ion I.C.Brătianu. Moartea regelui la 20 iulie 1927 a însemnat încheierea rolului de „eminență cenușie” a lui Barbu Știrbey.
Atunci când Carol a fost proclamat rege, la 7 iunie 1930, Barbu a fost nevoit să plece în exil la Paris, unde a stat 10 ani. La Paris, Prințul Știrbey a fost victima unei tentative de asasinat în urma căreia s-a refăcut cu greu. Revenit din exil, după înlăturarea în 1940 a lui Carol al II-lea, Barbu Știrbey a fost trimis în misiune diplomatică la Cairo și Moscova, în încercarea de a trata cu Aliații.
În anul 1945, partidele politice istorice și Regele Mihai doreau formarea unui guvern sub conducerea lui Barbu Știrbey. Dar la 2 martie 1945, guvernul Petru Groza a fost impus de Moscova, astfel că Barbu Știrbey nu a apucat să fie numit prim-ministru. El a murit în mod neașteptat în 1946 de cancer hepatic (unele surse susțin că i s-a pus otravă în perfuzie). A fost înmormântat, alături de bunicul său, domnitorul Barbu Știrbei, la Capela din parcul Palatului din Buftea. După decesul lui Barbu Știrbey, domeniul Buftea a fost administrat și stăpânit de fiica sa Nadèje, căsătorită cu Șerban Flondor, până în anul 1949, când a fost naționalizat.